# Harry Dember
Harry Dember (né le 11 juillet 1882 à Leimbach (quartier de Mansfeld) et mort le 22 mars 1943 à New Brunswick dans le New Jersey) est un physicien allemand. On lui doit l'explication de l'effet Dember (en).